# Memoriał Romana Siemińskiego
Memoriał Romana Siemińskiego – jednodniowy wyścig kolarski (część edycji odbywało się w formie kryterium ulicznego) organizowany dla uczczenia pamięci Romana Siemińskiego. Rozgrywany jest corocznie od 1998 (z wyjątkiem lat 2003 i 2020) w województwie mazowieckim, z reguły w terminie majowym (często dzień po Memoriale Andrzeja Trochanowskiego).
Od sezonu 2015 należy do cyklu UCI Europe Tour, w którym ma kategorię 1.2.

## Zwycięzcy
Opracowano na podstawie:
| Rok  | Pierwsze            | Drugie                 | Trzecie               |
| ---- | ------------------- | ---------------------- | --------------------- |
| 1998 | Piotr Wadecki       | Jarosław Rębiewski     | Wojciech Pawlak       |
| 1999 | Hubert Nowak        | Marek Maciejewski      | Bartłomiej Ksobiak    |
| 2000 | Bartłomiej Ksobiak  | Przemysław Mikołajczyk | Marek Maciejewski     |
| 2001 | Piotr Zaradny       | Marek Błażej           | Krzysztof Ciesielski  |
| 2002 | Robert Radosz       | Zbigniew Wyrzykowski   | Bartłomiej Ksobiak    |
| 2004 | Łukasz Podolski     | Dariusz Rudnicki       | Sebastian Jezierski   |
| 2005 | Mariusz Wiesiak     | Damian Łuska           | Mychajło Chaliłow     |
| 2006 | Marcin Gębka        | Daniel Czajkowski      | Dalibor Grebeči       |
| 2007 | Roman Broniš        | Jarosław Wełniak       | Janar Jermakov        |
| 2008 | Piotr Zaradny       | Bartosz Huzarski       | Mateusz Komar         |
| 2009 | Wojciech Halejak    | Piotr Sztobryn         | Mateusz Komar         |
| 2010 | Wojciech Ziółkowski | Dariusz Woźniak        | Damian Pińczuk        |
| 2011 | Robert Radosz       | Konrad Czajkowski      | Martin Hačecký        |
| 2012 | Rick Ampler         | Jarosław Rębiewski     | Sylwester Janiszewski |
| 2013 | Tomasz Smoleń       | Wojciech Skarżyński    | Mateusz Nowak         |
| 2014 | Eryk Latoń          | Piotr Wojciechowski    | Kacper Gronkiewicz    |
| 2015 | Alois Kaňkovský     | Konrad Dąbkowski       | Wasilij Malinowski    |
| 2016 | Mychajło Kononenko  | Marek Rutkiewicz       | Martin Hunal          |
| 2017 | Alois Kaňkovský     | Alan Banaszek          | Vojtěch Hačecký       |
| 2018 | Alois Kaňkovský     | Szymon Sajnok          | Alan Banaszek         |
| 2019 | Alois Kaňkovský     | František Sisr         | Sylwester Janiszewski |